# Drosophila pauliceia
Drosophila pauliceia är en tvåvingeart som beskrevs av Ratcov och Vilela 2007. Drosophila pauliceia ingår i släktet Drosophila och familjen daggflugor.
Artens utbredningsområde är Brasilien.